# Rauno Mäkinen
Rauno Leonard Mäkinen (né le 22 janvier 1931 à Pori - mort le 9 septembre 2010 à Vaajakoski) est un lutteur finlandais, spécialiste à la fois de lutte gréco-romaine et de lutte libre.

## Carrière
En 1956, aux Jeux olympiques de Melbourne, Rauno Mäkinen remporte la médaille d'or en lutte gréco-romaine dans la catégorie des moins de 62 kg.
Il a également remporté le titre de champion de Finlande à six reprises.